# Näsijärvi
Näsijärvi is een meer in de Finse regio Pirkanmaa. Het is met een oppervlakte van 256 vierkante kilometer het grootste meer in de regio rond Tampere. In de winter is het meer volledig bevroren en wordt dan gebruikt voor Nordic walking en skiën.
In het midden van het meer bevindt zich een klein eiland met daarop de vuurtoren Siilinkari.